# 563e division de grenadiers
La 563e division de grenadiers (en allemand : 563. Grenadier-Division ou 563. GD), qui deviendra 563. Volksgrenadier-Division, est une des divisions d'infanterie de l'armée allemande (Wehrmacht) durant la Seconde Guerre mondiale.

## Historique
La 563e division de grenadiers est formée le 17 août 1944 sur le Truppenübungsplatz  (terrain de manœuvre) de Döberitz par le changement de nom de la Grenadier-Lehr-Division en tant qu'élément de la 30. Welle (30e vague de mobilisation).
En août, elle est sous les ordres du II. Armeekorps de la Armee Narwa au sein de l'Heeresgruppe Nord dans le secteur de Dorpat.
Elle est renommée 563. Volks-Grenadier-Division le 9 octobre 1944.

## Organisation

### Commandants
| Date                         | Grade        | Commandant      |
| ---------------------------- | ------------ | --------------- |
| 3 août 1944 - 9 octobre 1944 | Generalmajor | Ferdinand Brühl |

## Théâtres d'opérations
- Front de l'Est, secteur Centre : Août 1944 - Octobre 1944
- Poche de Courlande

## Ordre de bataille
- Grenadier-Regiment 1147
- Grenadier-Regiment 1148
- Grenadier-Regiment 1149
- Artillerie-Regiment 1563
  - I. Abteilung
  - II. Abteilung
  - III. Abteilung
  - IV. Abteilung
- Füsilier-Kompanie 1563
- Divisionseinheiten 1563